# スプリンターズステークス
スプリンターズステークスは、日本中央競馬会（JRA）が中山競馬場で施行する中央競馬の重賞競走（GI）である。
正賞は日本馬主協会連合会会長賞。

## 概要
1967年に4歳（現3歳）以上の馬によるハンデキャップの重賞競走として、中山競馬場の芝1200mで創設。当時は4歳（現3歳）以上の馬が出走できる中央競馬で唯一のスプリント（短距離）重賞だった。
1984年にはグレード制の導入に伴いGIIIに格付けされ、1987年にはGIIに格上げされた。その後、1年を締めくくるスプリント系の大レースを開催しようとする機運が高まり、1990年にはGIに格上げされ、施行時期も有馬記念の前週に移された。2000年にはスプリント競走体系が整備され、施行時期を初秋の中山開催最終週に繰り上げ。以来、秋競馬で最初に行われるGIレースとして定着している。2005年には世界初の国際スプリントシリーズ「グローバルスプリントチャレンジ」が創設され、本競走はそのひとつとして第8戦に組み入れられていた（2017年を最後に休止）。
1994年から国際競走となり外国馬が出走可能になったほか、1995年には地方競馬所属馬も出走可能になった。
2016年から2019年までブリーダーズカップ・チャレンジの対象競走に指定され、優勝馬には当該年のブリーダーズカップ・ターフスプリントへの優先出走権と出走登録料・輸送費用の一部負担の特権が付与されていた。
高松宮記念同様に｢電撃の6ハロン｣と呼称される。 
この項の出典：

### 国際的評価
世界の競馬開催国は、平地競走については国際セリ名簿基準書においてパートIからパートIIIまでランク分けされており、2023年時点で日本は平地競走が最上位のパートIにランク付けされている。
また、各国の主要な競走は国際的な統一判断基準で評価されており、競馬の競走における距離別の区分法として定着しているSMILE区分によると、スプリンターズステークスは「Sprint（1000m - 1300m）」に分類される。国際競馬統括機関連盟（IFHA）が公表した2012年から2014年の年間レースレーティングの平均値に基づく「世界のトップ100GIレース」によると、スプリンターズステークスは全体の89位にランキングされた。このランキングで日本の競走はスプリンターズステークスを含め10競走がランクインしているが、「Sprint（1000m - 1300m）」のカテゴリーからランクインした日本の競走はスプリンターズステークスのみ。「Sprint（1000m - 1300m）」のカテゴリーからランクインした外国の競走との比較では、ドバイゴールデンシャヒーン（86位）に次ぐ評価となっている。

### 競走条件
以下の内容は、2024年現在のもの。
出走資格：サラ系3歳以上（出走可能頭数：16頭）
- JRA所属馬
- 地方競馬所属馬
- 外国調教馬

負担重量：定量（3歳56kg（10月2日以降に施行される場合は57kg）、4歳以上58kg、牝馬2kg減）
- 第1回・第2回はハンデキャップ、第3回 - 第23回は別定、第28回・第29回は南半球産3歳馬2kg減[5]。

出馬投票を行った馬のうち優先出走権（後述）のある馬から優先して割り当て、その他の馬は「通算の収得賞金」+「過去1年間の収得賞金」+「過去2年間のGI（JpnI）競走の収得賞金」の総計が多い順に出走できる。

### 優先出走権
外国調教馬、およびレーティング順位の上位5頭（牡馬・セン馬は110ポンド、牝馬は106ポンド以上であることが条件）は優先出走できる。
JRA所属馬は、同年に行われる下表の競走のいずれかで1着となった馬に優先出走権が与えられる。
| 競走名               | 格   | 競馬場     | 距離    |
| -------------------- | ---- | ---------- | ------- |
| キーンランドカップ   | GIII | 札幌競馬場 | 芝1200m |
| セントウルステークス | GII  | 阪神競馬場 | 芝1200m |

地方競馬所属馬は、同年に行われる下表の競走のいずれかで2着以内となった馬に優先出走権が与えられる。
| 競走名               | 格   | 競馬場     | 距離    |
| -------------------- | ---- | ---------- | ------- |
| キーンランドカップ   | GIII | 札幌競馬場 | 芝1200m |
| セントウルステークス | GII  | 阪神競馬場 | 芝1200m |

地方競馬所属馬は上記のほか、GI競走（2歳GIを除く）の1着馬及び外国で行われるグローバル・スプリント・チャレンジ対象競走のいずれかで2着以内となった馬にも出走資格が与えられる（2017年まで）。

### 賞金
2023年の1着賞金は1億3000万円で、以下2着5200万円、3着3300万円、4着2000万円、5着1300万円。

## 歴史

### 年表
- 1967年 - 4歳以上の馬による重賞競走として創設、中山競馬場の芝1200mで施行。
- 1969年 
  - この年のみ、名称を「英国フェア開催記念（第3回スプリンターズステークス）」に変更。
  - この年のみ正賞は「英国フェア名誉総裁通商産業大臣大平正芳賞ブリティッシュ・ウィーク・カップ」となる[12]。
- 1974年 - 名称を「読売杯スプリンターズステークス」に変更。正賞が読売新聞社賞となる[13]。
- 1980年 - 名称を「読売スプリンターズステークス」に変更[14]。
- 1983年 - 名称を「スプリンターズステークス」に変更[14]。
- 1984年 - グレード制施行によりGIII[注 1]に格付け。
- 1987年 - GII[注 1]に昇格。
- 1988年 - 中山競馬場の観客スタンド改修工事のため東京競馬場1400mで施行。
- 1989年 - 混合競走に指定、外国産馬が出走可能になる[14]。
- 1990年 
  - GI[注 1]に昇格。
  - 騎手賞として「オートラマ賞」が贈られる（1992年まで）[15]。
- 1994年 - 国際競走に指定され、外国調教馬が4頭まで出走可能になる[14]。
- 1995年 
  - 特別指定交流競走となり、地方競馬所属馬が出走可能になる。
  - 正賞が日本馬主協会連合会会長賞となる[16]。
- 2004年 - 「日本中央競馬会創立50周年記念」の副称をつけて施行[17]。
- 2005年 - グローバル・スプリント・チャレンジに組み入れられる[18]。
- 2006年 - 外国調教馬の出走枠を8頭に拡大[19]。
- 2014年 
  - トライアル制を確立し、指定された競走の1着馬に優先出走を認める。
  - 中山競馬場の改修工事のため新潟競馬場で施行[20]。このため、フルゲートは18頭に拡大。
- 2016年 - 「ブリーダーズカップ・チャレンジ」指定競走となる（2019年まで）[21]。
- 2018年 - グローバル・スプリント・チャレンジが休止される。
- 2020年 - 新型コロナウイルスの感染拡大防止のため、「無観客競馬」として実施（ただし新日本フィルハーモニー交響楽団によるファンファーレの生演奏並びにベストターンドアウト賞の審査は行われた）[22]。
- 2025年 - 施行時期を1週早め、後続するGIの秋華賞との間隔を中2週とする日程になる。

この項の出典：

## 歴代優勝馬
コース種別を表記していない距離は、芝コースを表す。
優勝馬の馬齢は、2000年以前も現行表記に揃えている。
競走名は第3回が「英国フェア開催記念」、第8回から第13回は「読売杯スプリンターズステークス」、第14回から第16回は「読売スプリンターズステークス」。
| 回数   | 施行日         | 競馬場 | 距離  | 優勝馬                   | 性齢 | 所属 | タイム | 優勝騎手     | 管理調教師     | 馬主                                 | 単勝オッズ | 単勝人気 | 1着本賞金   |
| ------ | -------------- | ------ | ----- | ------------------------ | ---- | ---- | ------ | ------------ | -------------- | ------------------------------------ | ---------- | -------- | ----------- |
| 第1回  | 1967年7月9日   | 中山   | 1200m | オンワードヒル           | 牡4  | JRA  | 1:12.1 | 牧野三雄     | 中村広         | 樫山純三                             | 11.7       | 5        | 400万円     |
| 第2回  | 1968年5月3日   | 中山   | 1200m | スズハヤテ               | 牡4  | JRA  | 1:11.3 | 増田久       | 佐藤正二       | ワイ・エス・エス                     | 11.7       | 6        | 600万円     |
| 第3回  | 1969年9月28日  | 中山   | 1200m | タケシバオー             | 牡4  | JRA  | 1:10.4 | 吉永正人     | 三井末太郎     | 小畑正雄                             | 2.5        | 1        | 900万円     |
| 第4回  | 1970年10月11日 | 中山   | 1200m | タマミ                   | 牝3  | JRA  | 1:10.8 | 中島啓之     | 坂本栄三郎     | 坂本栄蔵                             | 7.2        | 3        | 850万円     |
| 第5回  | 1971年9月26日  | 中山   | 1200m | ケンサチオー             | 牡5  | JRA  | 1:11.5 | 藤本勝彦     | 藤本冨良       | 長山善建                             | 9.9        | 4        | 1000万円    |
| 第6回  | 1972年10月8日  | 中山   | 1200m | ノボルトウコウ           | 牡3  | JRA  | 1:09.8 | 森安重勝     | 加藤朝治郎     | 渡辺喜八郎                           | 27.0       | 9        | 1000万円    |
| 第7回  | 1973年9月30日  | 中山   | 1200m | キョウエイグリーン       | 牝4  | JRA  | 1:09.6 | 東信二       | 境勝太郎       | 松岡正雄                             | 3.8        | 1        | 1200万円    |
| 第8回  | 1974年10月6日  | 中山   | 1200m | サクライワイ             | 牝3  | JRA  | 1:08.4 | 小島太       | 高木良三       | （株）さくらコマース                 | 7.1        | 3        | 1500万円    |
| 第9回  | 1975年9月27日  | 中山   | 1200m | サクライワイ             | 牝4  | JRA  | 1:09.0 | 小島太       | 高木良三       | （株）さくらコマース                 | 2.4        | 1        | 1700万円    |
| 第10回 | 1976年10月10日 | 中山   | 1200m | ジャンボキング           | 牡3  | JRA  | 1:10.5 | 的場均       | 久保田金造     | 醍醐幸右衛門                         | 54.2       | 9        | 1900万円    |
| 第11回 | 1977年10月9日  | 中山   | 1200m | メイワキミコ             | 牝3  | JRA  | 1:09.8 | 増沢末夫     | 鈴木勝太郎     | 鬼嶋力也                             | 1.8        | 1        | 2000万円    |
| 第12回 | 1978年10月8日  | 中山   | 1200m | メイワキミコ             | 牝4  | JRA  | 1:09.0 | 増沢末夫     | 鈴木勝太郎     | 鬼嶋力也                             | 2.9        | 1        | 2100万円    |
| 第13回 | 1979年10月7日  | 中山   | 1200m | サニーフラワー           | 牝4  | JRA  | 1:12.8 | 岡部幸雄     | 伊藤雄二       | 山本慎一                             | 5.5        | 2        | 2100万円    |
| 第14回 | 1980年9月27日  | 中山   | 1200m | サクラゴッド             | 牝5  | JRA  | 1:11.8 | 小島太       | 久保田彦之     | （株）さくらコマース                 | 16.4       | 4        | 2300万円    |
| 第15回 | 1981年2月22日  | 中山   | 1200m | サクラシンゲキ           | 牡4  | JRA  | 1:09.5 | 東信二       | 境勝太郎       | （株）さくらコマース                 | 1.8        | 1        | 2500万円    |
| 第16回 | 1982年2月28日  | 中山   | 1200m | ブロケード               | 牝4  | JRA  | 1:09.0 | 柴田政人     | 高松邦男       | 伊達秀和                             | 4.1        | 2        | 2700万円    |
| 第17回 | 1983年2月27日  | 中山   | 1200m | シンウルフ               | 牡4  | JRA  | 1:09.5 | 飯田明弘     | 松元省一       | 林幸雄                               | 8.1        | 3        | 2800万円    |
| 第18回 | 1984年3月18日  | 中山   | 1200m | ハッピープログレス       | 牡6  | JRA  | 1:10.3 | 飯田明弘     | 山本正司       | 藤田晋                               | 3.5        | 1        | 2800万円    |
| 第19回 | 1985年3月17日  | 中山   | 1200m | マルタカストーム         | 牡4  | JRA  | 1:11.1 | 菅原泰夫     | 本郷一彦       | 鈴木隆雄                             | 7.1        | 4        | 2800万円    |
| 第20回 | 1986年3月16日  | 中山   | 1200m | ドウカンテスコ           | 牡4  | JRA  | 1:10.2 | 田村正光     | 田中朋次郎     | 新井興業（株）                       | 9.7        | 7        | 2900万円    |
| 第21回 | 1987年3月22日  | 中山   | 1200m | キングフローリック       | 牡4  | JRA  | 1:09.5 | 田村正光     | 久保田敏夫     | 青木啓二朗                           | 3.6        | 2        | 4000万円    |
| 第22回 | 1988年3月20日  | 東京   | 1400m | ダイナアクトレス         | 牝5  | JRA  | 1:21.9 | 的場均       | 矢野進         | （有）社台レースホース               | 2.3        | 1        | 4400万円    |
| 第23回 | 1989年3月19日  | 中山   | 1200m | ウィニングスマイル       | 牡6  | JRA  | 1:09.3 | 田村正光     | 矢野照正       | 白井フサ                             | 5.4        | 2        | 4700万円    |
| 第24回 | 1990年12月16日 | 中山   | 1200m | バンブーメモリー         | 牡5  | JRA  | 1:07.8 | 武豊         | 武邦彦         | 竹田辰一                             | 3.8        | 1        | 8000万円    |
| 第25回 | 1991年12月15日 | 中山   | 1200m | ダイイチルビー           | 牝4  | JRA  | 1:07.6 | 河内洋       | 伊藤雄二       | 辻本春雄                             | 3.0        | 2        | 8700万円    |
| 第26回 | 1992年12月20日 | 中山   | 1200m | ニシノフラワー           | 牝3  | JRA  | 1:07.7 | 河内洋       | 松田正弘       | 西山正行                             | 4.9        | 2        | 9300万円    |
| 第27回 | 1993年12月19日 | 中山   | 1200m | サクラバクシンオー       | 牡4  | JRA  | 1:07.9 | 小島太       | 境勝太郎       | （株）さくらコマース                 | 4.3        | 2        | 9300万円    |
| 第28回 | 1994年12月18日 | 中山   | 1200m | サクラバクシンオー       | 牡5  | JRA  | 1:07.1 | 小島太       | 境勝太郎       | （株）さくらコマース                 | 1.6        | 1        | 9300万円    |
| 第29回 | 1995年12月17日 | 中山   | 1200m | ヒシアケボノ             | 牡3  | JRA  | 1:08.1 | 角田晃一     | 佐山優         | 阿部雅一郎                           | 2.3        | 1        | 9400万円    |
| 第30回 | 1996年12月15日 | 中山   | 1200m | フラワーパーク           | 牝4  | JRA  | 1:08.8 | 田原成貴     | 松元省一       | 吉田勝己                             | 2.3        | 1        | 9400万円    |
| 第31回 | 1997年12月14日 | 中山   | 1200m | タイキシャトル           | 牡3  | JRA  | 1:07.8 | 岡部幸雄     | 藤沢和雄       | （有）大樹ファーム                   | 1.9        | 1        | 9400万円    |
| 第32回 | 1998年12月20日 | 中山   | 1200m | マイネルラヴ             | 牡3  | JRA  | 1:08.6 | 吉田豊       | 稲葉隆一       | （株）サラブレッドクラブ・ラフィアン | 37.6       | 7        | 9400万円    |
| 第33回 | 1999年12月19日 | 中山   | 1200m | ブラックホーク           | 牡5  | JRA  | 1:08.2 | 横山典弘     | 国枝栄         | 金子真人                             | 3.8        | 2        | 9400万円    |
| 第34回 | 2000年10月1日  | 中山   | 1200m | ダイタクヤマト           | 牡6  | JRA  | 1:08.6 | 江田照男     | 石坂正         | 中村和子                             | 257.5      | 16       | 9400万円    |
| 第35回 | 2001年9月30日  | 中山   | 1200m | トロットスター           | 牡5  | JRA  | 1:07.0 | 蛯名正義     | 中野栄治       | 高野稔                               | 8.1        | 4        | 9400万円    |
| 第36回 | 2002年9月29日  | 新潟   | 1200m | ビリーヴ                 | 牝4  | JRA  | 1:07.7 | 武豊         | 松元茂樹       | 前田幸治                             | 2.2        | 1        | 9400万円    |
| 第37回 | 2003年10月5日  | 中山   | 1200m | デュランダル             | 牡4  | JRA  | 1:08.0 | 池添謙一     | 坂口正大       | 吉田照哉                             | 8.1        | 5        | 9400万円    |
| 第38回 | 2004年10月3日  | 中山   | 1200m | カルストンライトオ       | 牡6  | JRA  | 1:09.9 | 大西直宏     | 大根田裕之     | 清水貞光                             | 8.5        | 5        | 9400万円    |
| 第39回 | 2005年10月2日  | 中山   | 1200m | サイレントウィットネス   | 騸6  | 香港 | 1:07.3 | F.コーツィー | A.クルーズ     | A.A.ダ・シルバ&B.ダ・シルバ          | 2.0        | 1        | 9400万円    |
| 第40回 | 2006年10月1日  | 中山   | 1200m | テイクオーバーターゲット | 騸7  | AUS  | 1:08.1 | J.フォード   | J.ジャニアック | J.ジャニアック                       | 4.2        | 1        | 9500万円    |
| 第41回 | 2007年9月30日  | 中山   | 1200m | アストンマーチャン       | 牝3  | JRA  | 1:09.4 | 中舘英二     | 石坂正         | 戸佐眞弓                             | 5.6        | 3        | 9500万円    |
| 第42回 | 2008年10月5日  | 中山   | 1200m | スリープレスナイト       | 牝4  | JRA  | 1:08.0 | 上村洋行     | 橋口弘次郎     | （有）サンデーレーシング             | 2.4        | 1        | 9500万円    |
| 第43回 | 2009年10月4日  | 中山   | 1200m | ローレルゲレイロ         | 牡5  | JRA  | 1:07.5 | 藤田伸二     | 昆貢           | （株）ローレルレーシング             | 13.8       | 6        | 9500万円    |
| 第44回 | 2010年10月3日  | 中山   | 1200m | ウルトラファンタジー     | 騸8  | 香港 | 1:07.4 | H.ライ       | P.イウ         | T.ラム                               | 29.3       | 10       | 9500万円    |
| 第45回 | 2011年10月2日  | 中山   | 1200m | カレンチャン             | 牝4  | JRA  | 1:07.4 | 池添謙一     | 安田隆行       | 鈴木隆司                             | 11.2       | 3        | 9500万円    |
| 第46回 | 2012年9月30日  | 中山   | 1200m | ロードカナロア           | 牡4  | JRA  | 1:06.7 | 岩田康誠     | 安田隆行       | （株）ロードホースクラブ             | 4.4        | 2        | 9500万円    |
| 第47回 | 2013年9月29日  | 中山   | 1200m | ロードカナロア           | 牡5  | JRA  | 1:07.2 | 岩田康誠     | 安田隆行       | （株）ロードホースクラブ             | 1.3        | 1        | 9500万円    |
| 第48回 | 2014年10月5日  | 新潟   | 1200m | スノードラゴン           | 牡6  | JRA  | 1:08.8 | 大野拓弥     | 高木登         | 岡田牧雄                             | 46.5       | 13       | 9500万円    |
| 第49回 | 2015年10月4日  | 中山   | 1200m | ストレイトガール         | 牝6  | JRA  | 1:08.1 | 戸崎圭太     | 藤原英昭       | 廣崎利洋HD（株）                     | 4.4        | 1        | 9500万円    |
| 第50回 | 2016年10月2日  | 中山   | 1200m | レッドファルクス         | 牡5  | JRA  | 1:07.6 | M.デムーロ   | 尾関知人       | （株）東京ホースレーシング           | 9.2        | 3        | 9800万円    |
| 第51回 | 2017年10月1日  | 中山   | 1200m | レッドファルクス         | 牡6  | JRA  | 1:07.6 | M.デムーロ   | 尾関知人       | （株）東京ホースレーシング           | 3.2        | 1        | 9800万円    |
| 第52回 | 2018年9月30日  | 中山   | 1200m | ファインニードル         | 牡5  | JRA  | 1:08.3 | 川田将雅     | 高橋義忠       | ゴドルフィン                         | 2.8        | 1        | 1億1000万円 |
| 第53回 | 2019年9月29日  | 中山   | 1200m | タワーオブロンドン       | 牡4  | JRA  | 1:07.1 | C.ルメール   | 藤沢和雄       | ゴドルフィン                         | 2.9        | 2        | 1億1000万円 |
| 第54回 | 2020年10月4日  | 中山   | 1200m | グランアレグリア         | 牝4  | JRA  | 1:08.3 | C.ルメール   | 藤沢和雄       | （有）サンデーレーシング             | 2.2        | 1        | 1億3000万円 |
| 第55回 | 2021年10月3日  | 中山   | 1200m | ピクシーナイト           | 牡3  | JRA  | 1:07.1 | 福永祐一     | 音無秀孝       | （有）シルクレーシング               | 5.3        | 3        | 1億3000万円 |
| 第56回 | 2022年10月2日  | 中山   | 1200m | ジャンダルム             | 牡7  | JRA  | 1:07.8 | 荻野極       | 池江泰寿       | 前田幸治                             | 20.3       | 8        | 1億7000万円 |
| 第57回 | 2023年10月1日  | 中山   | 1200m | ママコチャ               | 牝4  | JRA  | 1:08.0 | 川田将雅     | 池江泰寿       | 金子真人ホールディングス（株）       | 4.9        | 2        | 1億7000万円 |
| 第58回 | 2024年9月29日  | 中山   | 1200m | ルガル                   | 牡4  | JRA  | 1:07.0 | 西村淳也     | 杉山晴紀       | 江馬由将                             | 28.5       | 9        | 1億7000万円 |

## スプリンターズステークスの記録
- レースレコード - 1:06.7（第46回優勝馬ロードカナロア）[21][25]　なお、このタイムは中山競馬場芝外回り1200m3歳以上のコースレコードでもある。
  - 優勝タイム最遅記録 - 1:12.8（第13回優勝馬サニーフラワー）[26]
- 最年長優勝馬 - 8歳（第44回優勝馬ウルトラファンタジー）
- 連覇  1993・1994年サクラバクシンオー、2012・2013年ロードカナロア、2016・2017年レッドファルクス
  - グレード制以前も含めると1974・1975年サクライワイ、1977・1978年メイワキミコも達成
- 最多優勝騎手 - 5勝
  - 小島太（第8回・第9回・第14回・第27回・第28回）[27][28]
- 最多勝調教師 - 4勝
  - 境勝太郎（第7回・第15回・第27回・第28回）[29][30]
- 最多勝利種牡馬 - 3勝
  - マタドア（第7回・第8回・第9回）
  - クロフネ  (第42回 • 第45回 • 第57回)[31]
- 親子制覇
  - ビリーヴ - ジャンダルム